# Épisodes d'Obi-Wan Kenobi
Cet article présente les six épisodes de la série télévisée diffusée sur Disney+ Obi-Wan Kenobi.

## Synopsis
Dix ans après l'exécution de l'Ordre 66 et la chute de l'ordre Jedi, l'Empereur Sith Palpatine a installé son régime de fer sur la galaxie. Obi-Wan Kenobi, un des quelques survivants Jedi, s'est fermé à la Force et mène une vie d'ermite sur la planète Tatooine en accomplissant sa mission : veiller discrètement sur le jeune Luke Skywalker face à la menace que représente l'Empire, et en particulier son ancien apprenti, devenu le bras armé de l'Empereur, Dark Vador, qui est également le père de Luke. Pourchassé par les Inquisiteurs à la solde de l'Empire et notamment la Troisième Sœur Reva Sevander, Kenobi va être amené à quitter sa cachette pour partir à travers la galaxie afin de porter secours à la sœur jumelle de Luke, la princesse Leia Organa, âgée de dix ans, qui a été enlevée.

## Distribution

### Principaux
- Ewan McGregor (VF : Bruno Choël ; VQ : François Godin) : Obi-Wan Kenobi
- Vivien Lyra Blair (VQ : Emma Bao Linh Tourné) : princesse Leia Organa
- Moses Ingram (VF : Aurélie Konaté) : Reva Sevander / la Troisième Sœur
- Hayden Christensen (VF : Emmanuel Garijo ; VQ : Martin Watier) : Anakin Skywalker / Dark Vador
- James Earl Jones (VF : Philippe Catoire ; VQ : Frédéric Paquet) : Dark Vador (voix)

### Récurrents
- Kumail Nanjiani (VF : Antoine Schoumsky) : Haja Estree
- Indira Varma (VF et VQ : Virginie Caliari) : Tala
- Sung Kang (VF : Damien Ferrette) : le Cinquième Frère
- Rya Kihlstedt (VF : Marie Bouvet) : la Quatrième Sœur
- Joel Edgerton (VF : Adrien Antoine) : Owen Lars
- Bonnie Piesse (VF : Caroline Victoria) : Beru Lars

### Invités
- Ian McDiarmid (VF : Georges Claisse (épisode 1) et Edgar Givry (épisode 6) ; VQ : Frédéric Paquet) : Palpatine (épisodes 1 et 6)
- Liam Neeson (VF : Samuel Labarthe) : Qui-Gon Jinn (épisodes 1 et 6)
- Rupert Friend (VF : Eric Aubrahn ; VQ : Adrien Bletton) : le Grand Inquisiteur (épisodes 1 et 2)
- Anthony Daniels (VF : Jean-Claude Donda ; VQ : François Sasseville (acteur)) : C-3PO
- Jimmy Smits (VF : Lionel Tua ; VQ : Marc-André Bélanger) : Bail Organa (épisode 1)
- Simone Kessell (VF : Josy Bernard ; VQ : Marie Bernier) : Breha Organa
- Benny Safdie (VF : Alexis Tomassian) : Nari
- Temuera Morrison (VF : Serge Biavan) : Clone Trooper vétéran (épisode 2)
- Flea (VF : Éric Herson-Macarel) : Vect Nokru
- Marisé Àlvarez : Nyche
- Paul O'Kelly : un prisonnier
- Stephen Cannon : un fermier d'humidité
- Grant Feely : Luke Skywalker
- O'Shea Jackson Jr. : Roken
- Maya Erskine : Sully
- Frank Oz (VF : Jean Lescot) : Yoda (images d'archives tirées de Star Wars, épisode II : L'Attaque des clones et Star Wars, épisode III : La Revanche des Sith)
- Natalie Portman (VF : Sylvie Jacob) : Padmé Amidala (images d'archives tirées de Star Wars, épisode III : La Revanche des Sith)
- Samuel L. Jackson (VF : Jacques Martial) : Mace Windu (images d'archives tirées de Star Wars, épisode III : La Revanche des Sith)
- Jake Lloyd (VF : Julien Bouanich) : Anakin Skywalker enfant (images d'archives tirées de Star Wars, épisode I : La Menace fantôme)
- Ray Park : Dark Maul (images d'archives tirées de Star Wars, épisode I : La Menace fantôme)

## Liste des épisodes

### Épisode 1:PartieI
- : 27 mai 2022 sur Disney+

En prélude de cette première partie, la vie d'Anakin Skywalker est retracée à travers les images des trois épisodes de la prélogie, de sa rencontre enfant avec Qui-Gon Jinn et Obi-Wan Kenobi, qui est alors son padawan, jusqu'à son basculement du côté obscur de la Force sous l'influence de Palpatine, son combat au sabre laser avec Obi-Wan sur la planète Mustafar, sa défaite, ses membres tranchés et lui sévèrement brûlé par la lave, sa transformation finale en Dark Vador dans son armure noire robotisée ; puis la naissance de ses deux jumeaux Luke et Leia, leur mère Padmé Amidala mourant en accouchant, et le fait qu'à son insu, la fille est confiée au Sénateur Bail Organa sur Alderaan, et le garçon à son oncle Owen Lars sur Tatooine.
Dix ans après l'exécution de l'Ordre 66, Obi-Wan vit caché en ermite sur la planète où il surveille de loin Luke enfant, sa mission depuis le départ étant de le protéger. Il cherche à plusieurs reprises à communiquer à travers la Force avec son maître disparu Qui-Gon Jinn, mais il n'y parvient pas. Un vaisseau de l'Empire se pose sur Tatooine, le Grand Inquisiteur flanqué de la Troisième Sœur Reva Sevander, du Cinquième Frère et de leurs sbires en débarquent. Ils recherchent des Jedi, alors que la Troisième Sœur poursuit son objectif obsessionnel : trouver et capturer Obi-Wan Kenobi. Ils repèrent un jeune Jedi qui s'échappe et va demander de l'aide à Obi-Wan qui le repousse, lui disant qu'il n'est pas celui qu'il croit, que la bataille est perdue, et que l'ordre Jedi n'existe plus.

### Épisode 2:PartieII
- : 27 mai 2022 sur Disney+

Ayant été informé par Bail Organa que Leia a été emmenée sur la planète Daiyu, Obi-Wan y débarque à sa recherche. Il fait la connaissance de l'escroc Haja Estree, qui se fait passer pour un Jedi et lui apporte son aide. Il finit par retrouver l'endroit où Leia est retenue captive, élimine ses kidnappeurs, et s'échappe avec elle. La nouvelle de la présence d'Obi-Wan sur Daiyu se répand, l'escouade des Inquisiteurs dont la Troisième Sœur arrivent et se lancent à sa poursuite, convoquant aussi tout ce que l'endroit compte comme chasseurs de primes. Leia n'a pas confiance en Obi-Wan, elle ne sait pas qui il est et ne croit pas qu'il est un Jedi, elle comprend aussi que c'est lui qui est recherché et qu’elle a fait office d’appât. Elle lui fausse compagnie et s'échappe dans la ville, Obi-Wan la poursuit jusque sur les toits, tout en se défendant face aux nombreux chasseurs de primes qui leur tirent dessus. Acculée au dessus du vide, Leia se décide à sauter. Elle s'accroche à un filin, puis le lâche et commence à tomber dans le vide. Obi-Wan fait alors appel à la Force, avec grande difficulté car il ne s'en était pas servi depuis des années, et parvient à ralentir la chute de Leia qui se pose doucement au sol. L'enfant comprend alors qu'il est un vrai Jedi, et ils poursuivent leur fuite en direction de l'astroport qui a été bloqué par les forces impériales et les Inquisiteurs et dont tous les vols ont été annulés.

### Épisode 3:PartieIII
- : 1er juin 2022 sur Disney+

À bord du cargo qui transporte Leia et Obi-Wan, ce dernier tente à nouveau de communiquer avec Qui-Gon Jinn à travers la Force, mais il n'y parvient pas. Le vaisseau se pose sur la planète minière Mapuzo. Ils s'en extraient discrètement et commencent à marcher vers le point de rendez-vous grâce aux coordonnées fournies par Haja Estree. Ils y arrivent mais ne trouvent personne. Une barge de transport pilotée par Freck arrive sur les lieux. Ils se présentent comme Luma et son père Orden, des fermiers de Tawl égarés et il les embarque à leur demande vers le port. Freck prend au passage quatre Stormtroopers, qui ne se doutent de rien, même si Obi-Wan se trompe en appelant sa protégée Leia, mais il s'en tire par une pirouette et les soldats débarquent. Plus loin ils arrivent à un barrage gardé par de nombreux soldats. Alors qu'ils sont tenus en joue, une sonde impériale arrive sur les lieux, scanne le visage d'Obi-Wan, ce qui permet aux Inquisiteurs de les repérer. L'aide que les deux fugitifs attendaient débarque sur les lieux en habits d'officier de l'Empire, élimine les stormtroopers et les emmène à l'abri en ville. Elle se nomme Tala et fait partie d'un réseau dont la tâche est d'aider les Jedi en fuite.
Pendant ce temps, dans sa citadelle de Mustafar, Dark Vador sort de sa cuve de bacta, est mis dans son armure noire robotisée, et s'assoit sur son trône où il entre en contact holographique avec la Troisième Sœur. Il lui dit qu'elle deviendra la Grande Inquisitrice si elle parvient à lui livrer Obi-Wan, et qu'elle n'aura même pas le temps de le regretter si elle échoue. Le Jedi ayant été repéré sur Mapuzo, les Inquisiteurs et Vador y débarquent. Cachés dans un local automatisé d'entretien de droïdes où officie le robot transporteur NED-B, Obi-Wan et Leia doivent être emmenés par Tala à travers un passage secret, lequel mène à un vaisseau et à son pilote qui les attend pour les emmener à l'abri sur la planète Jabiim. Mais Kenobi est pris de malaise, il ressent la présence de son ancien apprenti, l'aperçoit à travers les interstices de la porte du local en train d'avancer dans la rue et de massacrer des passants avec la Force. Tandis que Tala et Leia courent dans le passage secret, Obi-Wan tente de faire diversion dans la nuit puis se retrouve face à Vador. Commence alors un combat au sabre laser où le seigneur Sith a clairement le dessus. « Qu'es-tu devenu ? » lui demande le Jedi, « Je suis devenu ce que tu as fait de moi » lui répond-il. Vador note que son adversaire est devenu particulièrement faible avec ses années d'ermite et lui lâche : « Tu aurais dû de me tuer lorsque tu en a eu l'occasion ». Il le soulève dans les airs et l'étrangle avec la Force, Obi-Wan impuissant est violemment projeté au sol, puis Vador déclenche un feu et d'un geste de la main, le traîne au milieu du brasier, comme un miroir de ce qui lui était arrivé quand son ancien maitre l'avait mutilé au bord d'une rivière de lave ; « c'est maintenant à toi de souffrir, ton supplice ne fait que commencer », dit-il.

### Épisode 4:PartieIV
- : 8 juin 2022 sur Disney+

Obi-Wan est emmené par Tala sur la planète Jabiim, repère des résistants à l'Empire, où il est placé dans une cuve de Bacta pour soigner ses brûlures. La Troisième Sœur, qui a capturé Leia, la transporte sur la lune aquatique Nur, dans le système de Mustafar, où se trouve la forteresse des Inquisiteurs, une impressionnante pyramide en partie immergée. Remis en état après son séjour dans la cuve, le Jedi veut monter une opération pour aller sauver Leia sur Nur, mais Roken, leur interlocuteur qui dirige le groupe de résistants, refuse dans un premier temps de l'aider. Tala possède les codes de sécurité de l'Empire et a toujours son uniforme de capitaine. Ils montent donc à bord d'un vaisseau impérial en leur possession et se dirigent vers Nur.
Leia est interrogée par Reva Sevander qui veut savoir où se cachent les rebelles. Mais elle ne dit rien. Reva utilise sur elle la Force pour sonder son esprit ; la jeune princesse résiste. Elle lui dit qu'Obi-Wan est mort brulé, et que personne ne viendra la chercher. Devant son refus de parler, Leia est emmenée dans une salle de torture, attachée sur une chaise, et la Troisième Sœur s'apprête à lui faire du mal. Pendant ce temps, Tala, qui a passé les contrôles à l'intérieur de la forteresse en habit d'officier, s'installe devant un écran de contrôle et ouvre un sas sous-marin par lequel Obi-Wan pénètre dans l'édifice. Ils communiquent et elle lui indique à quel niveau est gardée Leia. Il doit au passage éliminer de nombreux stormtroopers et se cacher des sondes qui parcourent les installations. Il traverse un curieux couloir où beaucoup de Jedi sont conservés morts derrière des glaces, y compris un enfant apprenti de temple Jedi de Coruscant attaqué lors du déclenchement de l'Ordre 66 dix ans auparavant. Progressant au niveau de sécurité où se trouve Leia, il l'entend appeler au secours.
Obi-Wan demande à Tala de faire diversion. Elle attire donc Reva Sevander hors de la salle où elle s'apprêtait à torturer Leia, en lui disant qu'elle a des informations capitales à lui fournir, prétendant qu'elle a vécu deux années infiltrée parmi les rebelles, et disant savoir où se trouve leur repère, indiquant faussement qu'il est sur Florrum, et que le réseau appelé « le passage » part du secteur de Sartar. Mais Reva se méfie. Obi-Wan pénètre dans la salle de torture, élimine les soldats qui s'y trouvent avec son sabre laser, et libère Leia. Ils s'échappent à travers la forteresse, mais finissent par être repérés par une sonde. Reva et ses sbires se lancent à leur poursuite, laissant Tala seule, qui court retrouver Obi-Wan et Leia. Le Jedi pare avec son sabre les nombreux tirs des soldats qui tentent de les arrêter. Un coup de feu fait craquer une vitre de ce niveau sous-marin. Le Jedi utilise la Force pour empêcher la vitre d'exploser et l'eau de se déverser dans le couloir, laissant du temps à Leia et Tala pour se mettre à l'abri. Finalement, la vitre craque complètement, il a juste le temps de les rejoindre et de refermer un sas tandis que les soldats sont submergés.
- Durant l'exploration de la Forteresse des Inquisiteurs par Obi-Wan à la recherche de Leia, il tombe sur plusieurs Jedi morts conservés dans la glace. L'un d'eux est Tera Sinube apparu dans la série The Clone Wars.
- La manière dont Obi-Wan élimine les clones dans la salle de torture est similaire a ce que Galen Marek avait fait dans la bande-annonce du jeu Star Wars : Le Pouvoir de la Force II.[réf. nécessaire]

### Épisode 5:PartieV
- : 15 juin 2022 sur Disney+

Dans un épisode ponctué par le flash-back d'un combat d'entraînement au sabre laser sur Coruscant entre Obi-Wan et son padawan Anakin Skywalker (un souvenir que les deux protagonistes semblent revivre), celui qui est devenu Dark Vador promeut la Troisième Sœur Grande Inquisitrice. Grâce au traqueur qu'elle a placé dans le droïde-jouet de Leia, son croiseur impérial se dirige vers Jabiim. Dans les installations souterraines de cette planète, de nombreux réfugiés sont prêts à s'enfuir, mais le petit droïde-jouet se faufile dans un local technique en hauteur pour verrouiller le grand sas de sortie qui permettrait à leur vaisseau de s'envoler. Reva Sevander et une escouade de stormtroopers débarquent et entament le siège des installations. Obi-Wan tente de gagner du temps en négociant avec Reva. Il comprend qu'elle connaît la vraie identité de Dark Vador parce qu'elle fut un des novices du temple Jedi de Coruscant, ayant vu Anakin massacrer tous ses semblables lors de l'exécution de l'Ordre 66. Il comprend aussi qu'elle en a réchappé et qu'elle n'est pas là pour servir Vador, mais pour se venger de lui et le tuer. Elle refuse son aide, fustigeant son incapacité à stopper la purge du temple et son ancien padawan, et lance l'attaque sur les installations.
Les troupes impériales pénètrent à l'intérieur du complexe, repoussant les défenseurs. Lors de la retraite, Tala et son droïde-ouvrier se sacrifient avec un détonateur thermique pour permettre aux Rebelles de se replier derrière d'autres portes blindées. Leia demande une échelle pour monter dans le local technique où elle cherche à travers un enchevêtrement de câbles le moyen d'ouvrir le grand sas. Pendant ce temps, Obi-Wan décide de se rendre et confie à Haja Estree le soin de protéger Leia et en lui confiant toutes ses affaires (notamment son communicateur et son sabre-laser). Parvenu à l'extérieur face à Reva Sevander et ses troupes, il tente de la convaincre de l'utiliser comme leurre pour tuer Dark Vador. Elle le fait enfermer dans les installations, et ce dernier se défait facilement de ses gardes pour rejoindre les rebelles alors que Leia a retrouvé son jouet au milieu des câbles, en a retiré le traqueur et est parvenue à ouvrir le sas. Tous se précipitent dans un vaisseau de transports, mais Vador arrive sur les lieux, et à peine le vaisseau a-t-il décollé qu'il l'empêche avec la Force d'aller plus haut, et le rabat au sol avant de quasiment le détruire en arrachant ses parois. Mais c'est à ce moment qu'un deuxième vaisseau, à bord duquel sont tous les fugitifs, parvient à décoller et à s'échapper. 

### Épisode 6:PartieVI
- : 22 juin 2022 sur Disney+

Reva arrive sur Tatooine pour trouver Luke, tandis que Vador poursuit Obi-Wan et les Rebelles sur son Destroyer avec le Grand Inquisiteur. Kenobi se sépare du groupe pour affronter Vador seul sur une planète voisine afin que le vaisseau rebelle puisse s'échapper. Après un duel intense, Kenobi finit par être enseveli sous terre. Ayant des flashs au sujet de Leïa, Obi-Wan retrouve sa pleine connexion à la Force puis neutralise Vador en lui lançant des rochers par la Force puis en endommageant son casque et son appareil respiratoire au sabre laser. Réalisant qu'Anakin a complètement embrassé son identité de Dark Vador, déclarant même que Kenobi n'a pas tué Anakin Skywalker mais bien Dark Vador, Obi-Wan, en larmes, s'en va, ne pouvant se résoudre à achever son ancien apprenti. 
Pendant ce temps, Reva enlève Luke malgré l'intervention d'Owen et de sa femme. Luke fuit dans le désert, mais alors qu'Obi-Wan se rend au plus vite sur Tatooine tandis qu'il ressent le danger que court le garçon, Reva parvient à capturer l'enfant pour faire échouer la mission de Kenobi mais au moment de le tuer, elle y renonce finalement, réalisant qu'elle se comporterait comme Vador si elle tuait un enfant de la même manière que ce dernier a tué les novices Jedi. Elle le ramène chez lui, fait la paix avec Obi-Wan tout juste arrivé, et part vers un lieu inconnu.
Obi-Wan va ensuite voir Leia, retournée dans sa famille grâce au Passage. La princesse, qui a accepté sa place avec les Organa sur Alderaan, remercie le Jedi, qui évoque ce dont elle a hérité de ses parents biologiques, avant de lui dire qu'elle espère le revoir un jour.
De retour sur Tatooine, Obi-Wan promet de rester loin de Luke pour éviter de le mettre en danger, mais continuera à veiller sur lui. Owen accepte cependant de le laisser le rencontrer.
Soigné dans sa forteresse sur Mustafar, Vador est contacté par Dark Sidious, qui lui demande s'il ressent toujours les sentiments qu'Anakin avait envers Obi-Wan, mais Vador réplique que Kenobi n'est plus rien pour lui et que l'Empereur est son seul et unique maître.